# Miche/Saison 2010
Dieser Artikel listet Erfolge und Mannschaft des Radsportteams Miche in der Saison 2010 auf.

## Erfolge

### Erfolge in der UCI Europe Tour
In den Rennen der Saison 2010 der UCI Europe Tour gelangen die nachstehenden Erfolge.
| Datum     | Rennen                             | Kat. | Fahrer             |
| --------- | ---------------------------------- | ---- | ------------------ |
| 25. März  | 3. Etappe Settimana Internazionale | 2.1  | Przemysław Niemiec |
| 6. August | 2. Etappe Tour des Pyrénées        | 2.2  | Przemysław Niemiec |

## Zugänge – Abgänge
| Zugänge                          | Team 2009                              | Abgänge           | Team 2010            |
| -------------------------------- | -------------------------------------- | ----------------- | -------------------- |
| Fortunato Baliani                | CSF Group-Navigare                     | Massimo Giunti    | Androni Giocattoli   |
| Leopoldo Rocchetti               | Nazionale Elettronica New Slot-Hadimec | Tomasz Marczyński | CCC Polsat Polkowice |
| Michael Rasmussen                | Tecos-Trek                             | Rodrigo García    | Xacobeo Galicia      |
| Simone Campagnaro                | Neoprofi                               | Marino Palandri   | Adria Mobil          |
| Roberto Cesaro                   | Neoprofi                               | Dario Giancecchi  | Unbekannt            |
| Luigi Gitto                      | Neoprofi                               | Andrea Moletta    | Unbekannt            |
| Jakub Koralewski                 | Neoprofi                               | Simone Saracini   | Unbekannt            |
| Leonardo Pinizzotto              | Neoprofi                               | Giacomo Scarponi  | Unbekannt            |
| Wolodymyr Sahorodnij (ab 22.04.) | Lampre-N.G.C.                          | Simone Scarponi   | Unbekannt            |
| Stefan Schumacher (ab 28.08.)    | Dopingsperre                           | Pierpaolo Tondo   | Unbekannt            |
|                                  |                                        | Luca Zafferani    | Unbekannt            |
|                                  |                                        | Marco Zafferani   | Unbekannt            |

## Mannschaft
| Name                  | Geburtstag       | Nationalität |              |
| Fortunato Baliani     | 6. Juli 1974     | Italien      |              |
| Simone Campagnaro     | 31. Mai 1986     | Italien      |              |
| Edwin Carvajal        | 6. März 1983     | Kolumbien    |              |
| Roberto Cesaro        | 4. Dezember 1986 | Italien      |              |
| Luigi Gitto           | 6. November 1986 | Italien      |              |
| Jakub Koralewski      | 1. März 1988     | Polen        |              |
| Pasquale Muto         | 24. Mai 1980     | Italien      |              |
| Przemysław Niemiec    | 11. April 1980   | Polen        |              |
| Leonardo Pinizzotto   | 14. August 1986  | Italien      |              |
| Michael Rasmussen     | 1. Juni 1974     | Dänemark     |              |
| Leopoldo Rocchetti    | 19. Januar 1986  | Italien      |              |
| Wolodymyr Sahorodnij  | 27. Juni 1981    | Ukraine      |              |
| Stefan Schumacher     | 21. Juli 1981    | Deutschland  |              |
| Krzysztof Szczawiński | 29. Mai 1979     | Polen        |              |
| Stagiaires            | Stagiaires       | Nationalität | Nationalität |
| Pietro Orto           | Pietro Orto      | Italien      |              |